# Чемпионат СССР по водному поло 1953
XIII чемпионат СССР по водному поло проходил с 22 августа по 6 сентября 1953 года в Баку. Чемпионское звание выиграло московское «Торпедо».

## Общая информация
Чемпионат проходил в Баку в открытом бассейне парка имени Низами с участием 22 команд. По итогам предварительного этапа 6 команд вышли в финальную стадию чемпионата и в двухкруговом турнире разыграли медали.
Две сильнейшие команды прошлогоднего первенства — ВВС МВО и ВМС — весной 1953 года были расформированы. Большинство игроков ВВС перешли в ЦДСА, а Пётр Мшвениерадзе вернулся в московское «Динамо». Ленинград вместо команды ВМС в финальном турнире был представлен командой «Водник», за которую выступали 18—19-летние ватерполисты. Чемпионом страны 1953 года стало «Торпедо», обеспечившее себе титул за тур до конца чемпионата, после победы над «Водником». Серебряные и бронзовые награды также получили московские команды — «Динамо» и ЦДСА.

## Результаты финального этапа
|                         | 1       | 2       | 3        | 4       | 5        | 6       | И  | В | Н | П | М     | О  |
| ----------------------- | ------- | ------- | -------- | ------- | -------- | ------- | -- | - | - | - | ----- | -- |
| 1. «Торпедо» (Москва)   |         | 3:3 3:2 | 3:1 2:3  | 5:4 3:0 | 5:3 3:2  | 4:1 3:1 | 10 | 8 | 1 | 1 | 34:20 | 17 |
| 2. «Динамо» (Москва)    | 3:3 2:3 |         | 2:2 2:1  | 4:2 6:0 | 9:0 3:2  | 4:0 5:0 | 10 | 7 | 2 | 1 | 40:13 | 16 |
| 3. ЦДСА (Москва)        | 1:3 3:2 | 2:2 1:2 |          | 6:3 5:0 | 10:1 9:0 | 6:0 4:1 | 10 | 7 | 1 | 2 | 47:14 | 15 |
| 4. ККФ (Баку)           | 4:5 0:3 | 2:4 0:6 | 3:6 0:5  |         | 7:4 4:2  | 5:2 3:1 | 10 | 4 | 0 | 6 | 28:38 | 8  |
| 5. «Водник» (Ленинград) | 3:5 2:3 | 0:9 2:3 | 1:10 0:9 | 4:7 2:4 |          | 1:3 4:2 | 10 | 1 | 0 | 9 | 19:55 | 2  |
| 6. «Динамо» (Киев)      | 1:4 1:3 | 0:4 0:5 | 0:6 1:4  | 2:5 1:3 | 3:1 2:4  |         | 10 | 1 | 0 | 9 | 11:39 | 2  |

1-й тур
- ЦДСА — ККФ — 6:3
- «Динамо» М — «Водник» — 9:0
- «Торпедо» — «Динамо» К — 4:1

2-й тур
- «Динамо» М — «Торпедо» — 3:3
- ЦДСА — «Водник» — 10:1
- ККФ — «Динамо» К — 5:2

3-й тур
- ЦДСА — «Динамо» М — 2:2[3]
- «Торпедо» — ККФ — 5:4
- «Динамо» К — «Водник» — 3:1

4-й тур
- ЦДСА — «Динамо» К — 6:0
- «Динамо» М — ККФ — 4:2
- «Торпедо» — «Водник» — 5:3

5-й тур
- «Торпедо» — ЦДСА — 3:1
- ККФ — «Водник» — 7:4
- «Динамо» М — «Динамо» К — 4:0

6-й тур
- ЦДСА — ККФ — 5:0
- «Динамо» М — «Водник» — 3:2
- «Торпедо» — «Динамо» К — 3:1

7-й тур
- «Торпедо» — «Динамо» М — 3:2
- ЦДСА — «Водник» — 9:0
- ККФ — «Динамо» К — 3:1

8-й тур
- «Динамо» М — ЦДСА — 2:1
- «Торпедо» — ККФ — 3:0
- «Водник» — «Динамо» К — 4:2

9-й тур
- ЦДСА — «Динамо» К — 4:1
- «Динамо» М — ККФ — 6:0
- «Торпедо» — «Водник» — 3:2

10-й тур
- ЦДСА — «Торпедо» — 3:2
- ККФ — «Водник» — 4:2
- «Динамо» М — «Динамо» К — 5:0

## Призёры
«Торпедо»: Виктор Агеев, Вениамин Даев, Юрий Ефимов, Виталий Коган, А. Кузнецов, Е. Лебедев, Рэм Медведев, Валентин Соколов, Анатолий Спиридонов. Тренер — Иван Штеллер.
 «Динамо» (Москва): В. Архипов, Нодар Гвахария, Василий Карманов, С. Малиновский, Николай Мальцев, Пётр Мшвениерадзе, Лев Пущинский, Михаил Рыжак, Георгий Харебов, Зураб Чачава, Юрий Шляпин. Тренер — Николай Малин.
 ЦДСА: Михаил Авдеев, В. Азаров, Борис Гойхман, Анатолий Егоров, Ю. Коротков, Александр Лиференко, Д. Попов, Валентин Прокопов, Николай Простяков, Гунар Пярон, Евгений Семёнов. Тренер — Иван Дмитриев.